# Ramadasa crystallina
Ramadasa crystallina là một loài bướm đêm trong họ Noctuidae.